# Elezioni comunali in Campania del 1999
Le elezioni comunali in Campania del 1999 si tennero il 13 giugno, con ballottaggio il 27 giugno.

## Napoli

### Acerra
| Candidati                            | Candidati                   | Voti                        | %     | Liste                     | Voti   | %     | Seggi |
| ------------------------------------ | --------------------------- | --------------------------- | ----- | ------------------------- | ------ | ----- | ----- |
|                                      | Michelangelo Riemma         | 7.452                       | 32,89 | Forza Italia              | 3.081  | 14,27 | 8     |
| Alleanza Nazionale                   | Michelangelo Riemma         | 7.452                       | 32,89 | 2.596                     | 12,02  | 7     |       |
| Centro Cristiano Democratico         | Michelangelo Riemma         | 7.452                       | 32,89 | 906                       | 4,20   | 2     |       |
| Lista civica di centro-destra        | Michelangelo Riemma         | 7.452                       | 32,89 | 400                       | 1,85   | 1     |       |
|                                      | Pasquale Patriciello        | 9.669                       | 42,67 | Democratici di Sinistra   | 2.515  | 11,65 | 7     |
| Rinnovamento Italiano                | Pasquale Patriciello        | 9.669                       | 42,67 | 1.906                     | 8,83   | 2     |       |
| Socialisti Democratici Italiani      | Pasquale Patriciello        | 9.669                       | 42,67 | 1.824                     | 8,45   | 2     |       |
| Federazione dei Verdi                | Pasquale Patriciello        | 9.669                       | 42,67 | 1.638                     | 7,59   | 1     |       |
| Federazione Laburista                | Pasquale Patriciello        | 9.669                       | 42,67 | 983                       | 4,55   | 1     |       |
| Partito Repubblicano Italiano        | Pasquale Patriciello        | 9.669                       | 42,67 | 874                       | 4,05   | -     |       |
| Partito della Rifondazione Comunista | Pasquale Patriciello        | 9.669                       | 42,67 | 790                       | 3,66   | -     |       |
| Seggio al candidato sindaco          | Seggio al candidato sindaco | Seggio al candidato sindaco | 42,67 | 1                         |        |       |       |
|                                      | Immacolata Verone           | 3.963                       | 17,49 | Partito Popolare Italiano | 2.320  | 10,75 | 1     |
| Comunisti Italiani                   | Immacolata Verone           | 3.963                       | 17,49 | 549                       | 2,54   | -     |       |
| Seggio al candidato sindaco          | Seggio al candidato sindaco | Seggio al candidato sindaco | 17,49 | 1                         |        |       |       |
|                                      | Antonio Tagliamonte         | 1.576                       | 6,95  | Destra                    | 1.208  | 5,60  | 1     |
| Totale                               | Totale                      | 22.660                      | 100   |                           | 21.590 | 100   | 30    |

### Bacoli
| Candidati                            | Candidati                   | Voti                        | %     | Liste                              | Voti   | %     | Seggi |
| ------------------------------------ | --------------------------- | --------------------------- | ----- | ---------------------------------- | ------ | ----- | ----- |
|                                      | Antonio Illiano ✔️ Sindaco  | 7.506                       | 50,35 | Democratici di Sinistra            | 2.646  | 19,52 | 6     |
| Partito Popolare Italiano            | Antonio Illiano ✔️ Sindaco  | 7.506                       | 50,35 | 1.868                              | 13,78  | 4     |       |
| Federazione dei Verdi                | Antonio Illiano ✔️ Sindaco  | 7.506                       | 50,35 | 749                                | 5,53   | 1     |       |
| I Democratici                        | Antonio Illiano ✔️ Sindaco  | 7.506                       | 50,35 | 629                                | 4,64   | 1     |       |
| Partito della Rifondazione Comunista | Antonio Illiano ✔️ Sindaco  | 7.506                       | 50,35 | 278                                | 2,05   | -     |       |
| Comunisti Italiani                   | Antonio Illiano ✔️ Sindaco  | 7.506                       | 50,35 | 229                                | 1,69   | -     |       |
| Partito Repubblicano Italiano        | Antonio Illiano ✔️ Sindaco  | 7.506                       | 50,35 | 61                                 | 0,45   | -     |       |
|                                      | Michele Massa               | 3.918                       | 26,28 | Forza Italia                       | 2.264  | 16,70 | 2     |
| Alleanza Nazionale                   | Michele Massa               | 3.918                       | 26,28 | 1.520                              | 11,22  | 2     |       |
| Lista civica di centro-destra        | Michele Massa               | 3.918                       | 26,28 | 257                                | 1,90   | -     |       |
| Seggio al candidato sindaco          | Seggio al candidato sindaco | Seggio al candidato sindaco | 26,28 | 1                                  |        |       |       |
|                                      | Nicola Gambardella          | 3.014                       | 20,22 | Centro                             | 1.606  | 11,85 | 2     |
| Socialisti Democratici Italiani      | Nicola Gambardella          | 3.014                       | 20,22 | 602                                | 4,44   | -     |       |
| Partito Socialista                   | Nicola Gambardella          | 3.014                       | 20,22 | 522                                | 3,85   | -     |       |
| Seggio al candidato sindaco          | Seggio al candidato sindaco | Seggio al candidato sindaco | 20,22 | 1                                  |        |       |       |
|                                      | Nicola Carannante           | 340                         | 2,28  | Centro                             | 218    | 1,61  | -     |
|                                      | Vittorio Lamberti           | 129                         | 0,87  | Movimento Sociale Fiamma Tricolore | 104    | 0,77  | -     |
| Totale                               | Totale                      | 14.907                      | 100   |                                    | 13.553 | 100   | 20    |

### Frattamaggiore
| Candidati                       | Candidati                   | Voti                        | %     | Liste                                | Voti   | %     | Seggi |
| ------------------------------- | --------------------------- | --------------------------- | ----- | ------------------------------------ | ------ | ----- | ----- |
|                                 | Vincenzo Del Prete          | 10.155                      | 45,57 | I Democratici                        | 2.648  | 14,47 | 5     |
| Centro                          | Vincenzo Del Prete          | 10.155                      | 45,57 | 2.441                                | 11,50  | 5     |       |
| Democratici di Sinistra         | Vincenzo Del Prete          | 10.155                      | 45,57 | 2.372                                | 11,17  | 5     |       |
| Città Nuova                     | Vincenzo Del Prete          | 10.155                      | 45,57 | 714                                  | 3,36   | 1     |       |
| Socialisti Democratici Italiani | Vincenzo Del Prete          | 10.155                      | 45,57 | 435                                  | 2,05   | 1     |       |
| Partito Repubblicano Italiano   | Vincenzo Del Prete          | 10.155                      | 45,57 | 391                                  | 1,84   | 1     |       |
|                                 | Pasquale Di Gennaro         | 6.519                       | 29,25 | Partito Popolare Italiano            | 4.340  | 20,44 | 5     |
| Federazione dei Verdi           | Pasquale Di Gennaro         | 6.519                       | 29,25 | 1.283                                | 6,04   | 1     |       |
| Centro                          | Pasquale Di Gennaro         | 6.519                       | 29,25 | 851                                  | 4,01   | -     |       |
| Seggio al candidato sindaco     | Seggio al candidato sindaco | Seggio al candidato sindaco | 29,25 | 1                                    |        |       |       |
|                                 | Andrea Della Volpe          | 4.220                       | 18,94 | Forza Italia                         | 1.989  | 9,37  | 2     |
| Centro Cristiano Democratico    | Andrea Della Volpe          | 4.220                       | 18,94 | 1.249                                | 5,88   | 1     |       |
| Alleanza Nazionale              | Andrea Della Volpe          | 4.220                       | 18,94 | 1.012                                | 4,77   | 1     |       |
| I Liberal Sgarbi                | Andrea Della Volpe          | 4.220                       | 18,94 | 336                                  | 1,58   | -     |       |
| Partito Socialista              | Andrea Della Volpe          | 4.220                       | 18,94 | 283                                  | 1,33   | -     |       |
| Seggio al candidato sindaco     | Seggio al candidato sindaco | Seggio al candidato sindaco | 18,94 | 1                                    |        |       |       |
|                                 | Corrado Rossi               | 833                         | 3,74  | Udeur                                | 469    | 2,21  | -     |
|                                 | Rocco Sessa                 | 559                         | 2,51  | Partito della Rifondazione Comunista | 419    | 1,97  | -     |
| Totale                          | Totale                      | 22.286                      | 100   |                                      | 21.232 | 100   | 30    |

### Melito di Napoli
| Candidati                            | Candidati                   | Voti                        | %     | Liste                     | Voti   | %     | Seggi |
| ------------------------------------ | --------------------------- | --------------------------- | ----- | ------------------------- | ------ | ----- | ----- |
|                                      | Antonio Amente              | 7.097                       | 47,20 | Forza Italia              | 2.115  | 14,98 | 4     |
| Udeur                                | Antonio Amente              | 7.097                       | 47,20 | 1.394                     | 9,87   | 3     |       |
| Centro Cristiano Democratico         | Antonio Amente              | 7.097                       | 47,20 | 1.205                     | 8,54   | 2     |       |
| Centro                               | Antonio Amente              | 7.097                       | 47,20 | 1.085                     | 7,69   | 2     |       |
| Alleanza Nazionale                   | Antonio Amente              | 7.097                       | 47,20 | 664                       | 4,70   | 1     |       |
| Rinnovamento Italiano                | Antonio Amente              | 7.097                       | 47,20 | 355                       | 2,51   | -     |       |
| Partito Socialista                   | Antonio Amente              | 7.097                       | 47,20 | 166                       | 1,18   | -     |       |
|                                      | Bernardino Tuccillo         | 4.331                       | 28,80 | Democratici di Sinistra   | 1.436  | 10,17 | 2     |
| Lista Civica                         | Bernardino Tuccillo         | 4.331                       | 28,80 | 610                       | 4,32   | -     |       |
| Comunisti Italiani                   | Bernardino Tuccillo         | 4.331                       | 28,80 | 516                       | 3,65   | -     |       |
| Federazione dei Verdi                | Bernardino Tuccillo         | 4.331                       | 28,80 | 488                       | 3,46   | -     |       |
| Partito della Rifondazione Comunista | Bernardino Tuccillo         | 4.331                       | 28,80 | 277                       | 1,96   | -     |       |
| Seggio al candidato sindaco          | Seggio al candidato sindaco | Seggio al candidato sindaco | 28,80 | 1                         |        |       |       |
|                                      | Stefano Selva               | 3.608                       | 24,00 | Partito Popolare Italiano | 1.285  | 9,10  | 2     |
| Lista civica di centro-sinistra      | Stefano Selva               | 3.608                       | 24,00 | 583                       | 4,13   | 1     |       |
| Socialisti Democratici Italiani      | Stefano Selva               | 3.608                       | 24,00 | 871                       | 6,17   | -     |       |
| Lista civica di centro-sinistra      | Stefano Selva               | 3.608                       | 24,00 | 583                       | 4,13   | 1     |       |
| Seggio al candidato sindaco          | Seggio al candidato sindaco | Seggio al candidato sindaco | 24,00 | 1                         |        |       |       |
| Totale                               | Totale                      | 15.036                      | 100   |                           | 14.118 | 100   | 20    |

### Pompei
| Candidati                       | Candidati                   | Voti                        | %     | Liste                   | Voti   | %     | Seggi |
| ------------------------------- | --------------------------- | --------------------------- | ----- | ----------------------- | ------ | ----- | ----- |
|                                 | Giovanni Battista Zito      | 7.487                       | 48,43 | Democratici di Sinistra | 2.217  | 15,07 | 4     |
| Partito Popolare Italiano       | Giovanni Battista Zito      | 7.487                       | 48,43 | 1.972                   | 13,41  | 4     |       |
| Centro                          | Giovanni Battista Zito      | 7.487                       | 48,43 | 809                     | 5,50   | 1     |       |
| Rifondazione Comunista          | Giovanni Battista Zito      | 7.487                       | 48,43 | 732                     | 4,98   | 1     |       |
| Lista civica di centro-sinistra | Giovanni Battista Zito      | 7.487                       | 48,43 | 547                     | 3,72   | 1     |       |
| Centro                          | Giovanni Battista Zito      | 7.487                       | 48,43 | 498                     | 3,39   | 1     |       |
| Federazione dei Verdi           | Giovanni Battista Zito      | 7.487                       | 48,43 | 239                     | 1,63   | -     |       |
|                                 | Sandro Staiano              | 4.121                       | 26,66 | Centro                  | 889    | 6,05  | 1     |
| Centro                          | Sandro Staiano              | 4.121                       | 26,66 | 815                     | 5,54   | 1     |       |
| I Democratici                   | Sandro Staiano              | 4.121                       | 26,66 | 660                     | 4,49   | 1     |       |
| Udeur                           | Sandro Staiano              | 4.121                       | 26,66 | 628                     | 4,27   | 1     |       |
| Lista civica di centro-sinistra | Sandro Staiano              | 4.121                       | 26,66 | 509                     | 3,46   | 1     |       |
| Cristiano Sociali               | Sandro Staiano              | 4.121                       | 26,66 | 390                     | 2,65   | -     |       |
| Seggio al candidato sindaco     | Seggio al candidato sindaco | Seggio al candidato sindaco | 26,66 | 1                       |        |       |       |
|                                 | Carmine Lo Sapio            | 2.512                       | 12,65 | Forza Italia            | 577    | 3,92  | 1     |
| Centro Cristiano Democratico    | Carmine Lo Sapio            | 2.512                       | 12,65 | 576                     | 3,92   | 1     |       |
| Cattolici Democratici           | Carmine Lo Sapio            | 2.512                       | 12,65 | 391                     | 2,66   | 1     |       |
| Cristiani Democratici Uniti     | Carmine Lo Sapio            | 2.512                       | 12,65 | 340                     | 2,31   | -     |       |
| Socialisti Uniti                | Carmine Lo Sapio            | 2.512                       | 12,65 | 319                     | 2,17   | -     |       |
| Centro                          | Carmine Lo Sapio            | 2.512                       | 12,65 | 289                     | 1,97   | -     |       |
| Seggio al candidato sindaco     | Seggio al candidato sindaco | Seggio al candidato sindaco | 12,65 | 1                       |        |       |       |
|                                 | Giuseppe Luigi Arpaia       | 938                         | 6,07  | Alleanza Nazionale      | 924    | 6,28  | 1     |
|                                 | Mario Balzano               | 402                         | 2,60  | Rinnovamento Italiano   | 277    | 1,88  | -     |
| Partito Repubblicano Italiano   | Mario Balzano               | 402                         | 2,60  | 104                     | 0.71   | -     |       |
| Totale                          | Totale                      | 15.460                      | 100   |                         | 14.702 | 100   | 20    |

## Avellino

### Avellino
| Candidati                            | Candidati                   | Voti                        | %     | Liste                                   | Voti   | %     | Seggi |
| ------------------------------------ | --------------------------- | --------------------------- | ----- | --------------------------------------- | ------ | ----- | ----- |
|                                      | Antonio Di Nunno            | 16.357                      | 47,35 | Partito Popolare Italiano               | 8.816  | 26,46 | 15    |
| Democratici di Sinistra              | Antonio Di Nunno            | 16.357                      | 47,35 | 4.521                                   | 13,57  | 7     |       |
| I Democratici - Verdi                | Antonio Di Nunno            | 16.357                      | 47,35 | 1.059                                   | 3,18   | 1     |       |
| Partito della Rifondazione Comunista | Antonio Di Nunno            | 16.357                      | 47,35 | 639                                     | 1,92   | 1     |       |
| Rinnovamento Italiano                | Antonio Di Nunno            | 16.357                      | 47,35 | 508                                     | 1,52   | -     |       |
| Partito dei Comunisti Italiani       | Antonio Di Nunno            | 16.357                      | 47,35 | 321                                     | 0,96   | -     |       |
|                                      | Angelo Romano               | 8.140                       | 23,56 | Forza Italia                            | 3.395  | 10,19 | 3     |
| Alleanza Nazionale                   | Angelo Romano               | 8.140                       | 23,56 | 3.253                                   | 9,76   | 3     |       |
| Cristiani Democratici Uniti          | Angelo Romano               | 8.140                       | 23,56 | 907                                     | 2,72   | 1     |       |
| Seggio al candidato sindaco          | Seggio al candidato sindaco | Seggio al candidato sindaco | 23,56 | 1                                       |        |       |       |
|                                      | Gerardo Cucciniello         | 3.679                       | 10,65 | Insieme per Avellino                    | 3.523  | 10,57 | 2     |
| Seggio al candidato sindaco          | Seggio al candidato sindaco | Seggio al candidato sindaco | 10,65 | 1                                       |        |       |       |
|                                      | Pierluigi Amatetti          | 2.172                       | 6,29  | Unione Democratici per l'Europa         | 2.515  | 7,55  | 1     |
| Seggio al candidato sindaco          | Seggio al candidato sindaco | Seggio al candidato sindaco | 6,29  | 1                                       |        |       |       |
|                                      | Arturo Iannaccone           | 1.916                       | 5,55  | Centro Cristiano Democratico            | 1.928  | 5,79  | 1     |
| Seggio al candidato sindaco          | Seggio al candidato sindaco | Seggio al candidato sindaco | 5,55  | 1                                       |        |       |       |
|                                      | Antonio De Fazio            | 1.167                       | 3,38  | Socialisti Democratici Italiani         | 1.129  | 3,39  | -     |
| Seggio al candidato sindaco          | Seggio al candidato sindaco | Seggio al candidato sindaco | 3,38  | 1                                       |        |       |       |
|                                      | Gaetano Cerullo             | 504                         | 1,46  | Movimento Sociale Fiamma Tricolore      | 388    | 1,16  | -     |
|                                      | Vincenzo Martone            | 315                         | 0,91  | Rinnovamento Partecipazione Trasparenza | 270    | 0,81  | -     |
|                                      | Simona Festa                | 296                         | 0,86  | Partito Umanista                        | 143    | 0,43  | -     |
| Totale                               | Totale                      | 34.546                      | 100   |                                         | 33.315 | 100   | 40    |

## Caserta

### Casal di Principe
| Candidati                     | Candidati                   | Voti                        | %     | Liste                                                 | Voti   | %     | Seggi |
| ----------------------------- | --------------------------- | --------------------------- | ----- | ----------------------------------------------------- | ------ | ----- | ----- |
|                               | Luigi Scalzone              | 2.147                       | 20,21 | Rinnovamento Italiano-Socialisti Democratici Italiani | 1.526  | 15,00 | 3     |
|                               | Salvatore Natale            | 4.714                       | 44,38 | Forza Italia                                          | 2.056  | 20,22 | 4     |
| Lista civica di centro-destra | Salvatore Natale            | 4.714                       | 44,38 | 2.031                                                 | 19,97  | 4     |       |
| Alleanza Nazionale            | Salvatore Natale            | 4.714                       | 44,38 | 1.504                                                 | 14,79  | 2     |       |
| Seggio al candidato sindaco   | Seggio al candidato sindaco | Seggio al candidato sindaco | 44,38 | 1                                                     |        |       |       |
|                               | Renato Franco Natale        | 1.788                       | 16,83 | Lista civica di centro-sinistra                       | 1.571  | 15,45 | 4     |
|                               | Carlo Corvino               | 1.144                       | 10,77 | Partito Popolare Italiano                             | 943    | 9,27  | 2     |
|                               | Antonio Ettore Diana        | 828                         | 7,80  | Centro                                                | 273    | 2,68  | -     |
| Udeur                         | Antonio Ettore Diana        | 828                         | 7,80  | 266                                                   | 2,62   | -     |       |
| Totale                        | Totale                      | 10.621                      | 100   |                                                       | 10.170 | 100   | 20    |

### Mondragone
| Candidati                       | Candidati                   | Voti                        | %     | Liste                     | Voti   | %     | Seggi |
| ------------------------------- | --------------------------- | --------------------------- | ----- | ------------------------- | ------ | ----- | ----- |
|                                 | Ugo Alfredo Conte           | 4.697                       | 33,22 | Partito Popolare Italiano | 1.811  | 13,95 | 5     |
| Udeur                           | Ugo Alfredo Conte           | 4.697                       | 33,22 | 749                       | 5,77   | 2     |       |
| Partito Repubblicano Italiano   | Ugo Alfredo Conte           | 4.697                       | 33,22 | 744                       | 5,73   | 2     |       |
| Lista Civica                    | Ugo Alfredo Conte           | 4.697                       | 33,22 | 729                       | 5,62   | 2     |       |
| Rinnovamento Italiano           | Ugo Alfredo Conte           | 4.697                       | 33,22 | 591                       | 4,55   | 1     |       |
|                                 | Michele Zannini             | 4.114                       | 29,10 | Unione Popolare           | 2.211  | 17,04 | 2     |
| Democratici di Sinistra         | Michele Zannini             | 4.114                       | 29,10 | 1.166                     | 8,98   | 1     |       |
| Socialisti Democratici Italiani | Michele Zannini             | 4.114                       | 29,10 | 724                       | 5,58   | -     |       |
| Seggio al candidato sindaco     | Seggio al candidato sindaco | Seggio al candidato sindaco | 29,10 | 1                         |        |       |       |
|                                 | Luigi Nunziata              | 3.932                       | 27,81 | Alleanza Nazionale        | 1.909  | 14,71 | 1     |
| Forza Italia                    | Luigi Nunziata              | 3.932                       | 27,81 | 1.231                     | 9,48   | 1     |       |
| Centro Cristiano Democratico    | Luigi Nunziata              | 3.932                       | 27,81 | 146                       | 1,12   | -     |       |
| Seggio al candidato sindaco     | Seggio al candidato sindaco | Seggio al candidato sindaco | 27,81 | 1                         |        |       |       |
|                                 | Giancarlo Burrelli          | 1.394                       | 9,86  | I Democratici             | 448    | 3,45  | -     |
| Rifondazione Comunista          | Giancarlo Burrelli          | 1.394                       | 9,86  | 261                       | 2,01   | -     |       |
| Federazione dei Verdi           | Giancarlo Burrelli          | 1.394                       | 9,86  | 259                       | 2,00   | -     |       |
| Seggio al candidato sindaco     | Seggio al candidato sindaco | Seggio al candidato sindaco | 9,86  | 1                         |        |       |       |
| Totale                          | Totale                      | 14.137                      | 100   |                           | 12.979 | 100   | 20    |

## Salerno

### Angri
| Candidati                       | Candidati                   | Voti                        | %     | Liste                           | Voti   | %     | Seggi |
| ------------------------------- | --------------------------- | --------------------------- | ----- | ------------------------------- | ------ | ----- | ----- |
|                                 | Umberto Postiglione         | 7.029                       | 38,50 | Democratici di Sinistra         | 1.459  | 8,40  | 3     |
| Rinnovamento Italiano           | Umberto Postiglione         | 7.029                       | 38,50 | 1.359                           | 7,83   | 3     |       |
| I Democratici                   | Umberto Postiglione         | 7.029                       | 38,50 | 1.116                           | 6,43   | 2     |       |
| Centro                          | Umberto Postiglione         | 7.029                       | 38,50 | 1.062                           | 6,12   | 2     |       |
| Centro                          | Umberto Postiglione         | 7.029                       | 38,50 | 1.044                           | 6,01   | 2     |       |
|                                 | Alessandro D'Antonio        | 7.563                       | 41,43 | Lista civica di centro-sinistra | 2.859  | 16,47 | 3     |
| Partito Popolare Italiano       | Alessandro D'Antonio        | 7.563                       | 41,43 | 2.284                           | 13,15  | 2     |       |
| Lista civica di centro-sinistra | Alessandro D'Antonio        | 7.563                       | 41,43 | 950                             | 5,47   | 1     |       |
| Socialisti Democratici Italiani | Alessandro D'Antonio        | 7.563                       | 41,43 | 896                             | 5,16   | -     |       |
| Udeur                           | Alessandro D'Antonio        | 7.563                       | 41,43 | 887                             | 5,11   | -     |       |
| Federazione dei Verdi           | Alessandro D'Antonio        | 7.563                       | 41,43 | 217                             | 1,25   | -     |       |
| Seggio al candidato sindaco     | Seggio al candidato sindaco | Seggio al candidato sindaco | 41,43 | 1                               |        |       |       |
|                                 | Giuseppe Palumbo            | 2.030                       | 11,12 | Alleanza Nazionale              | 938    | 5,40  | -     |
| Forza Italia                    | Giuseppe Palumbo            | 2.030                       | 11,12 | 832                             | 4,79   | -     |       |
| Seggio al candidato sindaco     | Seggio al candidato sindaco | Seggio al candidato sindaco | 11,12 | 1                               |        |       |       |
|                                 | Bartolo D'Antonio           | 745                         | 4,08  | Lista civica di centro-sinistra | 641    | 3,69  | -     |
|                                 | Alfonso Raiola              | 464                         | 2,54  | Rifondazione Comunista          | 495    | 2,85  | -     |
|                                 | Luigi Pepe                  | 426                         | 2,33  | Lista civica di centro-sinistra | 324    | 1,87  | -     |
| Totale                          | Totale                      | 18.257                      | 100   |                                 | 17.363 | 100   | 20    |

### Capaccio
| Candidati                    | Candidati                   | Voti                        | %     | Liste                           | Voti   | %     | Seggi |
| ---------------------------- | --------------------------- | --------------------------- | ----- | ------------------------------- | ------ | ----- | ----- |
|                              | Pasquale Marino             | 9.121                       | 75,59 | Lista Civica                    | 2.631  | 22,77 | 5     |
| Rinnovamento Italiano        | Pasquale Marino             | 9.121                       | 75,59 | 2.566                           | 22,21  | 5     |       |
| Partito Popolare Italiano    | Pasquale Marino             | 9.121                       | 75,59 | 1.844                           | 15,96  | 3     |       |
| Democratici di Sinistra      | Pasquale Marino             | 9.121                       | 75,59 | 1.397                           | 12,09  | 2     |       |
|                              | Giovanni Scariati           | 2.105                       | 17,45 | Forza Italia                    | 1.315  | 11,38 | 2     |
| Alleanza Nazionale           | Giovanni Scariati           | 2.105                       | 17,45 | 607                             | 5,25   | 1     |       |
| Centro Cristiano Democratico | Giovanni Scariati           | 2.105                       | 17,45 | 547                             | 4,73   | -     |       |
| Seggio al candidato sindaco  | Seggio al candidato sindaco | Seggio al candidato sindaco | 17,45 | 1                               |        |       |       |
|                              | Mauro Gnazzo                | 840                         | 6,96  | Lista civica di centro-sinistra | 648    | 5,61  | -     |
| Seggio al candidato sindaco  | Seggio al candidato sindaco | Seggio al candidato sindaco | 6,96  | 1                               |        |       |       |
| Totale                       | Totale                      | 12.066                      | 100   |                                 | 11.555 | 100   | 20    |

### Mercato San Severino
| Candidati                     | Candidati                   | Voti                        | %     | Liste                                     | Voti   | %     | Seggi |
| ----------------------------- | --------------------------- | --------------------------- | ----- | ----------------------------------------- | ------ | ----- | ----- |
|                               | Giovanni Romano             | 8.485                       | 67,12 | Lista Civica per San Severino             | 5.162  | 43,29 | 9     |
| Lista civica di centro-destra | Giovanni Romano             | 8.485                       | 67,12 | 2.182                                     | 18,30  | 4     |       |
|                               | Michele Salvati             | 2.298                       | 18,18 | Lista civica di centro-sinistra           | 2.414  | 20,25 | 3     |
| Seggio al candidato sindaco   | Seggio al candidato sindaco | Seggio al candidato sindaco | 18,18 | 1                                         |        |       |       |
|                               | Gerardo Moffa               | 978                         | 7,74  | Forza Italia-Centro Cristiano Democratico | 1.329  | 11,15 | 1     |
| Seggio al candidato sindaco   | Seggio al candidato sindaco | Seggio al candidato sindaco | 7,74  | 1                                         |        |       |       |
|                               | Restituta Napoli            | 679                         | 5,37  | Democratici di Sinistra                   | 653    | 5,48  | -     |
| Seggio al candidato sindaco   | Seggio al candidato sindaco | Seggio al candidato sindaco | 5,37  | 1                                         |        |       |       |
|                               | Pasquale Salvati            | 201                         | 1,59  | Rifondazione Comunista                    | 183    | 1,53  | -     |
| Totale                        | Totale                      | 12.941                      | 100   |                                           | 11.923 | 100   | 20    |

### Sarno
| Candidati                       | Candidati                   | Voti                        | %     | Liste                          | Voti   | %     | Seggi |
| ------------------------------- | --------------------------- | --------------------------- | ----- | ------------------------------ | ------ | ----- | ----- |
|                                 | Gerardo Basile              | 5.824                       | 30,73 | Alleanza Nazionale             | 4.365  | 24,32 | 18    |
|                                 | Antonio Caiazza             | 5.476                       | 28,89 | Città Nuova                    | 2.568  | 14,31 | 3     |
| Democratici di Sinistra         | Antonio Caiazza             | 5.476                       | 28,89 | 1.834                          | 10,22  | 2     |       |
| Lista civica di centro-sinistra | Antonio Caiazza             | 5.476                       | 28,89 | 770                            | 4,29   | -     |       |
| Rifondazione Comunista          | Antonio Caiazza             | 5.476                       | 28,89 | 396                            | 2,21   | -     |       |
| Seggio al candidato sindaco     | Seggio al candidato sindaco | Seggio al candidato sindaco | 28,89 | 1                              |        |       |       |
|                                 | Francesco Buonaiuto         | 5,181                       | 27,34 | Udeur                          | 2.841  | 15,83 | 2     |
| Partito Popolare Italiano       | Francesco Buonaiuto         | 5,181                       | 27,34 | 1.923                          | 10,71  | 2     |       |
| Socialisti Democratici Italiani | Francesco Buonaiuto         | 5,181                       | 27,34 | 501                            | 2,79   | -     |       |
| Partito Repubblicano Italiano   | Francesco Buonaiuto         | 5,181                       | 27,34 | 321                            | 1,79   | -     |       |
| Seggio al candidato sindaco     | Seggio al candidato sindaco | Seggio al candidato sindaco | 27,34 | 1                              |        |       |       |
|                                 | Domenico Musco              | 1.605                       | 8,47  | Lista cvica di centro-sinistra | 817    | 4,55  | -     |
| Forza Italia                    | Domenico Musco              | 1.605                       | 8,47  | 467                            | 2,60   | -     |       |
| Rinnovamento Italiano           | Domenico Musco              | 1.605                       | 8,47  | 275                            | 1,53   | -     |       |
| Seggio al candidato sindaco     | Seggio al candidato sindaco | Seggio al candidato sindaco | 8,47  | 1                              |        |       |       |
|                                 | Gaetano D'Ambrosio          | 866                         | 4,57  | Centro Cristiano Democratico   | 872    | 4,86  | -     |
| Totale                          | Totale                      | 17.950                      | 100   | '                              | 18.952 | 100   | 30    |